# Flugabwehrkanone

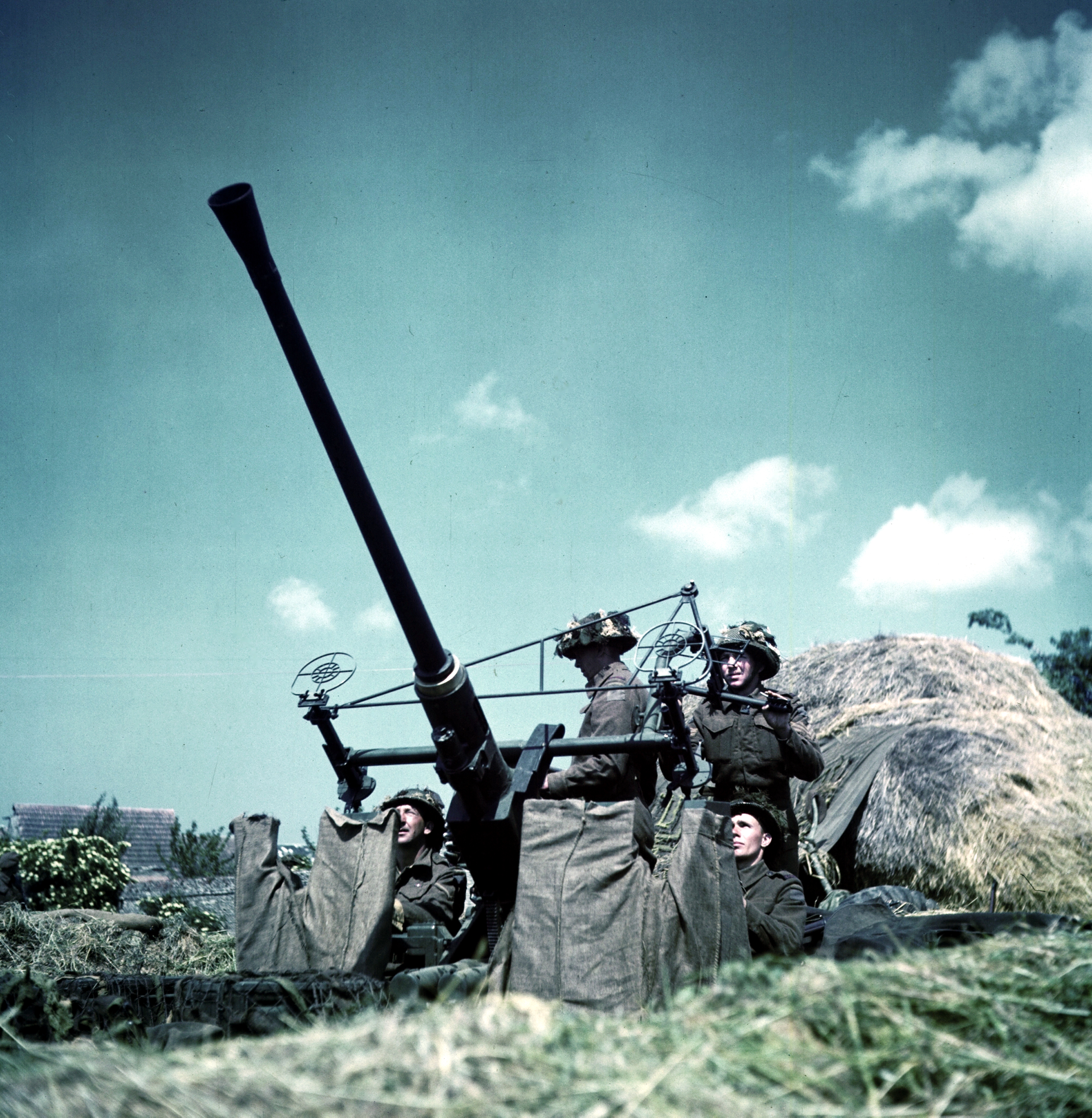
Britische Bofors-40-mm-L/60-Flugabwehrkanone mit Stiffkey-Zieleinrichtung.

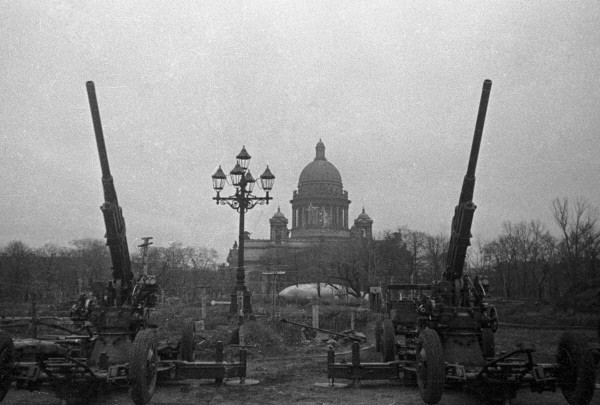
Verteidigung von Leningrad (1. Oktober 1941)

Unter einer Flugabwehrkanone (auch Fliegerabwehrkanone genannt, kurz Flak, oder FlaK) versteht man eine ursprünglich im Ersten Weltkrieg entwickelte Waffe, die zur Abwehr von Flugzeugen eingesetzt wird. Daraus abgeleitet wurde die Flakartillerie, eine Waffengattung, die neben diesen Geschützen auch Maschinenkanonen verwendete. Reichweite und Präzision (manchmal zusammenfassend Kampfkraft genannt) konnten über die Jahre immer weiter verbessert werden.
Nach dem Zweiten Weltkrieg traten an die Stelle der Flugabwehrkanonen, deren Überforderung bei der Bekämpfung moderner Strahlflugzeuge bald erkennbar war, zunehmend die neuentwickelten Flugabwehrraketen. Da beide Arten von Flugabwehrwaffen sowohl spezifische Vor- als auch Nachteile haben, werden sie heute, wenn möglich, in Kombination eingesetzt.

## Frühe Versuche
Der Einsatz von speziellen Waffen gegen Luftfahrzeuge fand nach heutigem Erkenntnisstand erstmals 1870 während des Deutsch-Französischen Krieges statt. Nach dem Sieg der deutschen Armee bei Sedan wurde Paris belagert, und die französischen Truppen innerhalb der Stadt versuchten, mit Ballons Nachrichten nach außerhalb zu befördern. Um diese Ballons abzuschießen, wurden Ballonabwehrkanonen (BAK) entwickelt.

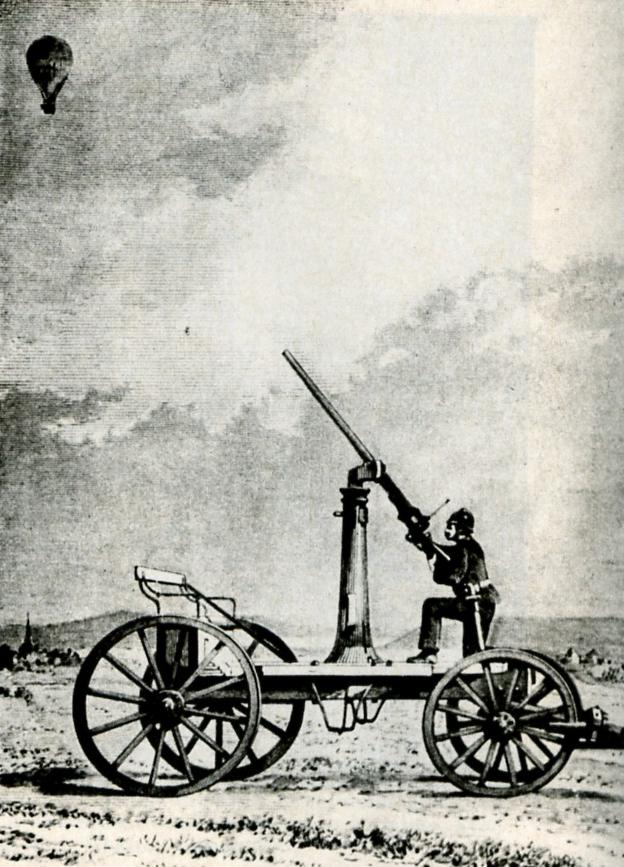
Ballonabwehrkanone von Krupp auf Pivotlafette
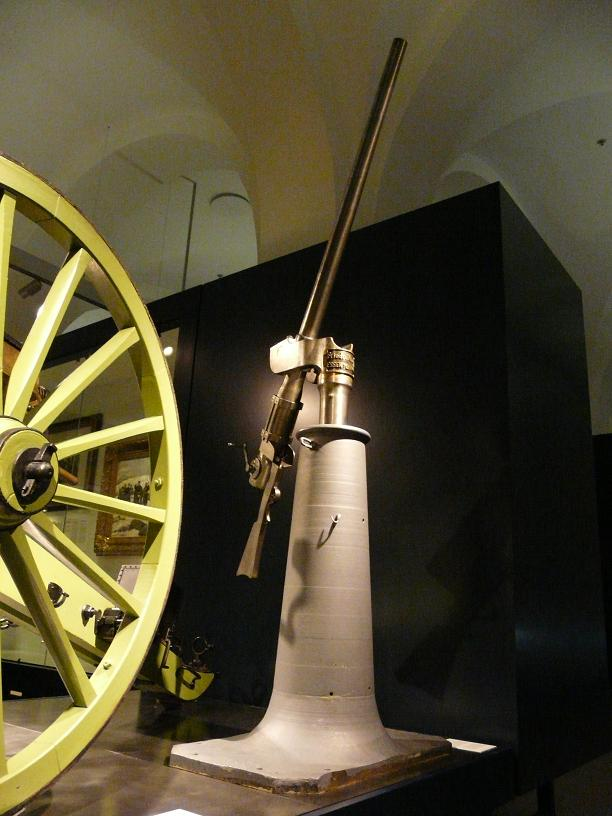
Ballonabwehrkanone von Krupp im Militärhistorischen Museum der Bundeswehr in Dresden

## Erster Weltkrieg

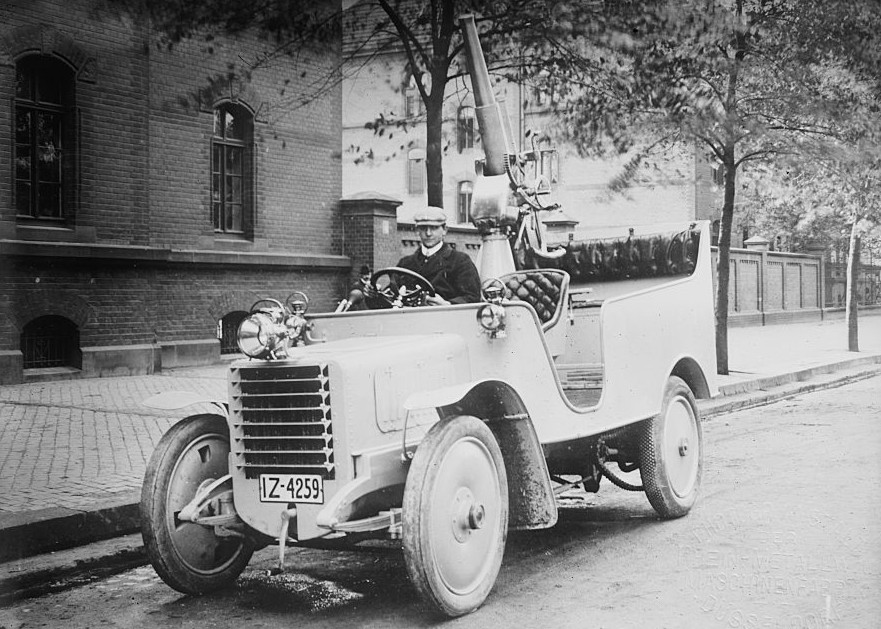
Erhardt-Lastkraftwagen mit 5-cm-Ballonabwehrkanone L/30 Rheinmetall (1906)
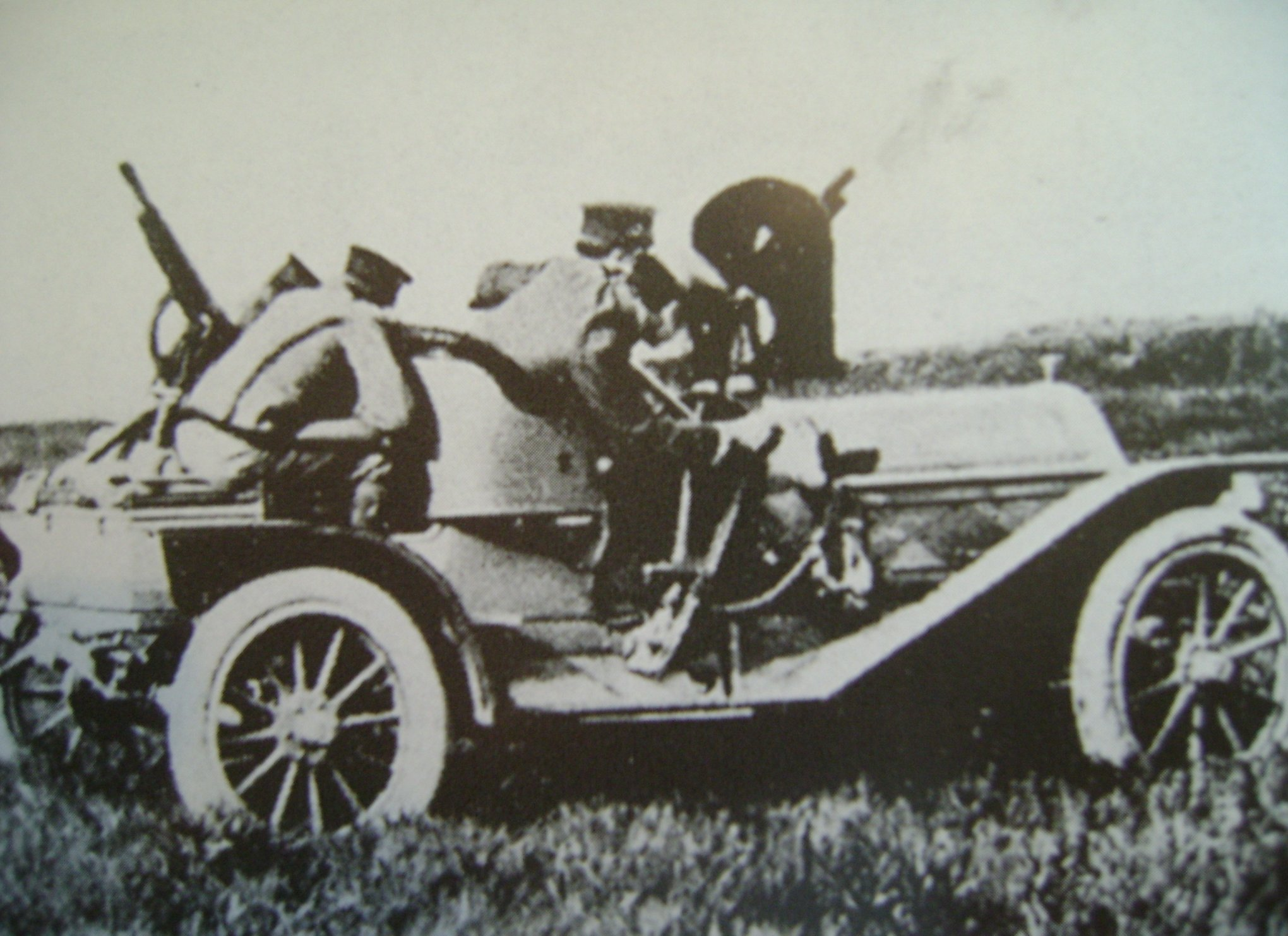
Davidson-Cadillac für Flugabwehr (1909)
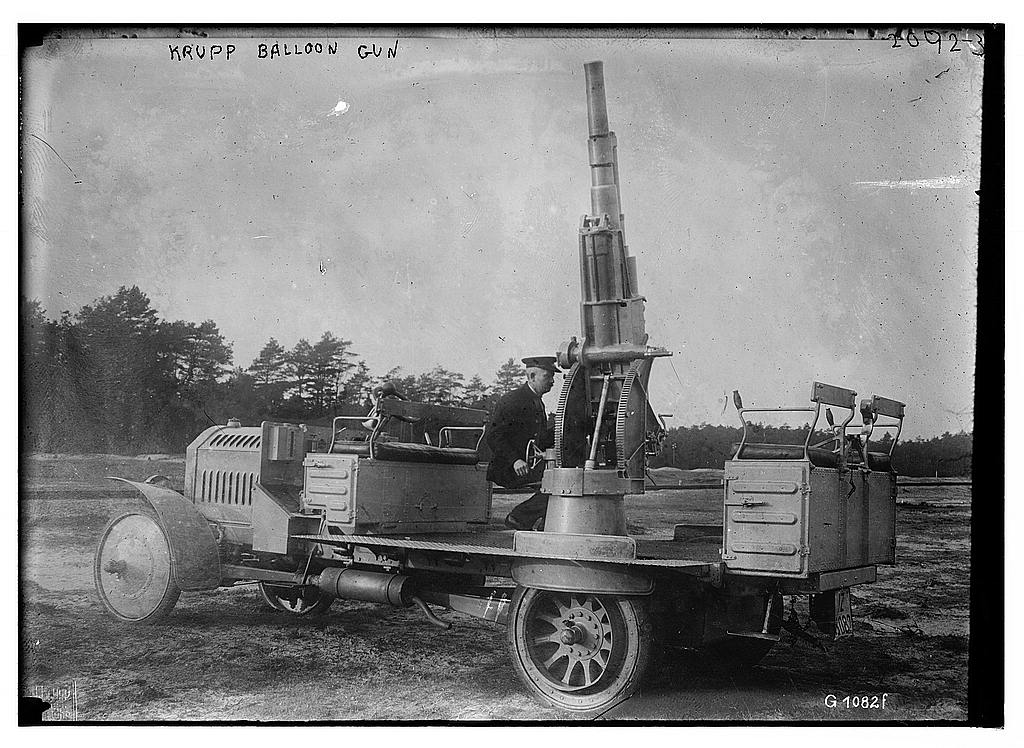
Krupp-Ballonabwehrkanone auf Lastkraftwagen (um 1910)
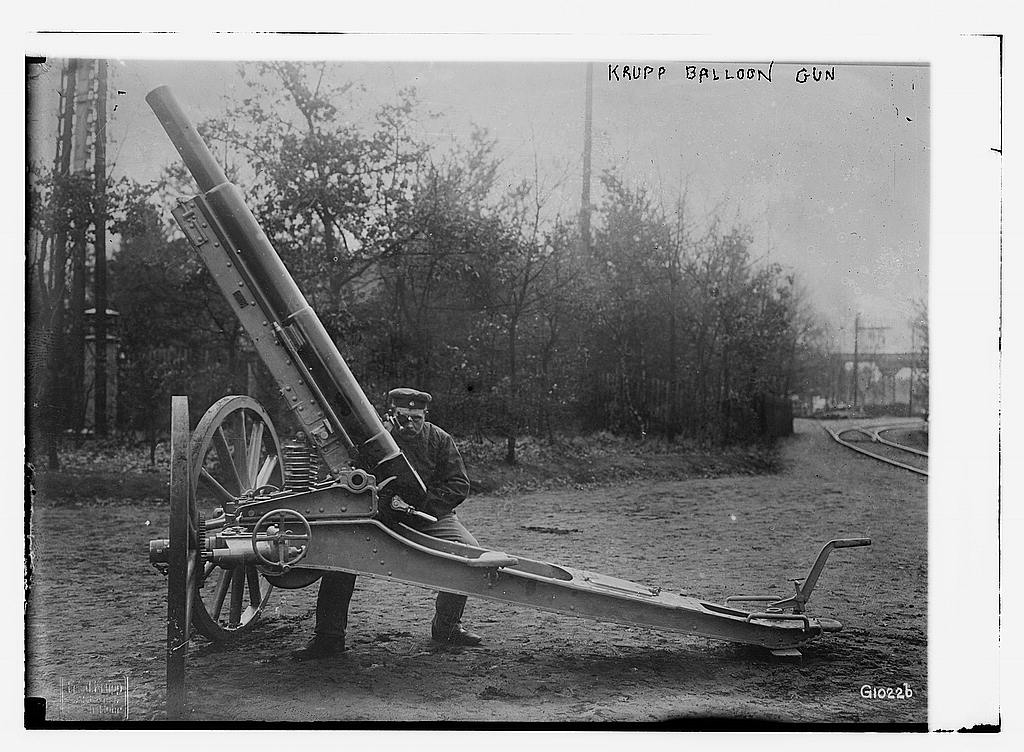
Krupp-Ballonabwehrkanone auf Lafette (um 1910)
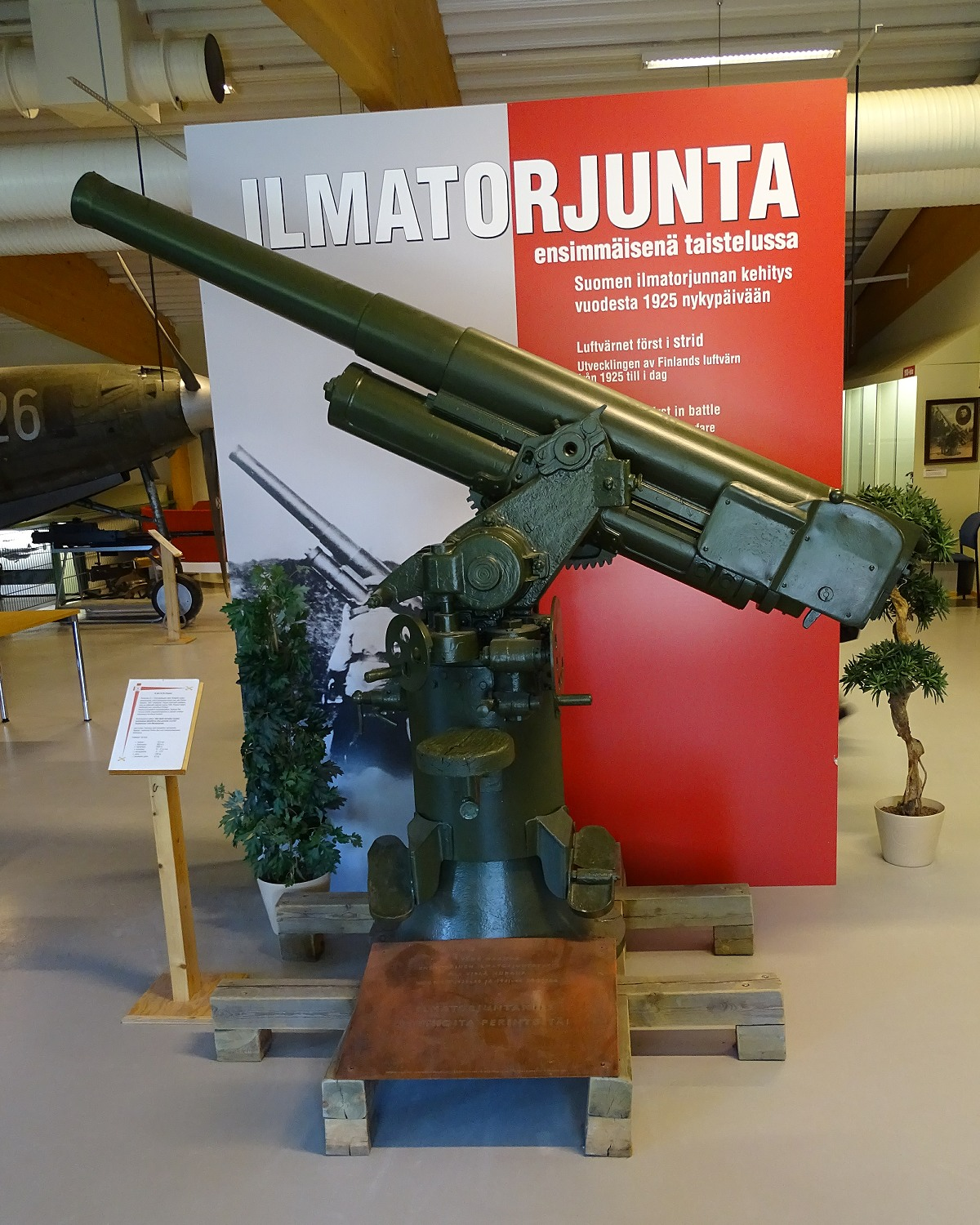
Russische 76,2–mm Fliegerabwehrkanone Modell 1914/15 (1915)
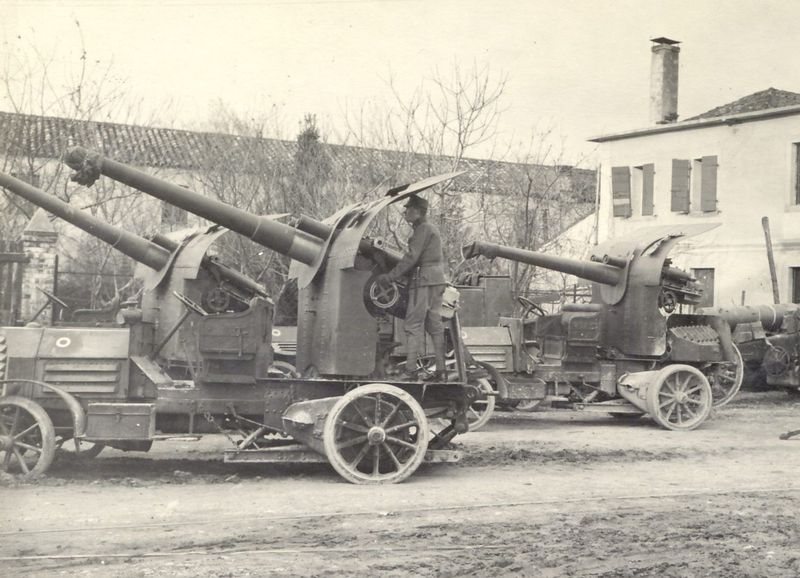
Italienisches Flakgeschütz 102/35 Mod. 1914 auf SPA 9000-Lastkraftwagen
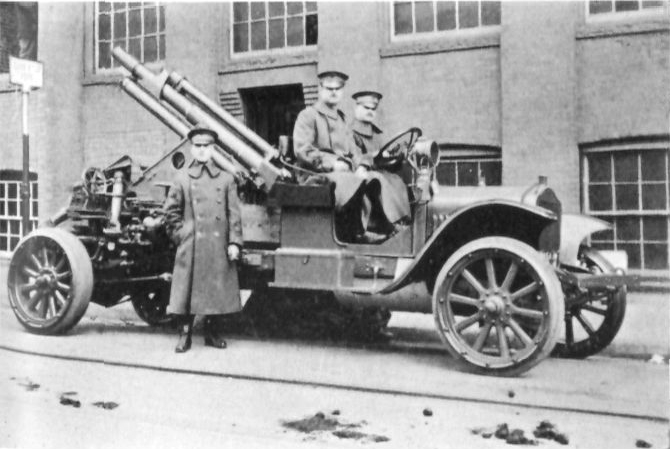
US-amerikanische 75-mm-Flak „1916 Model field gun“ (1917)
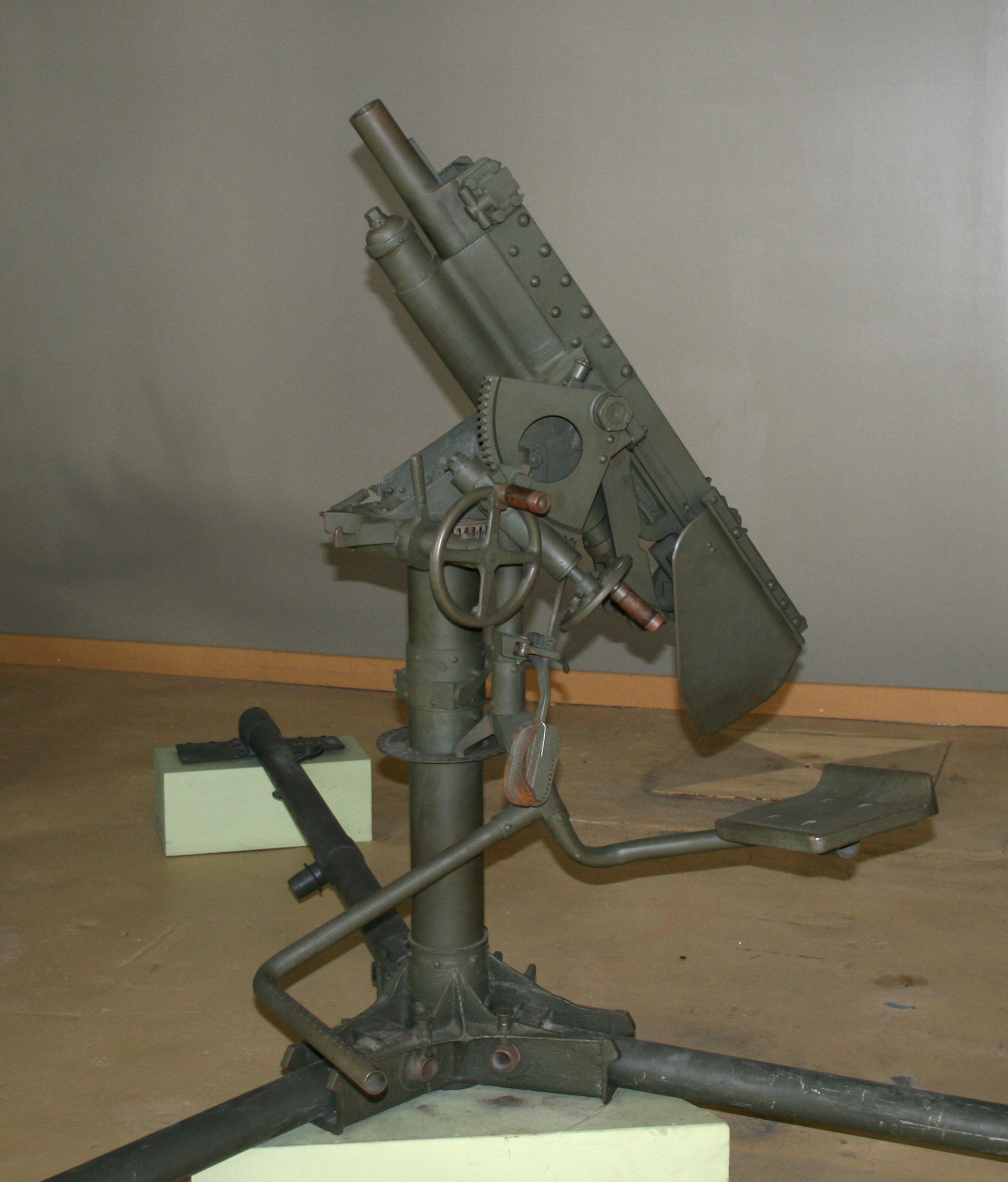
Deutsche 3,7-cm-Sockel-Flak L/14,5 (Musée Royal de l’Armée)
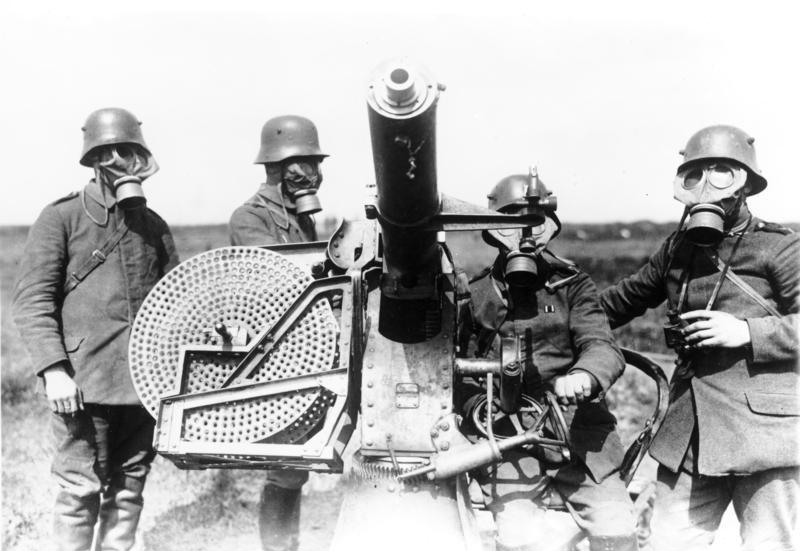
Schnellfeuernde deutsche 3,7-cm-MaschinenFlak M 14 (3,7-cm-Maschinenkanone (Maxim-Nordenfelt))
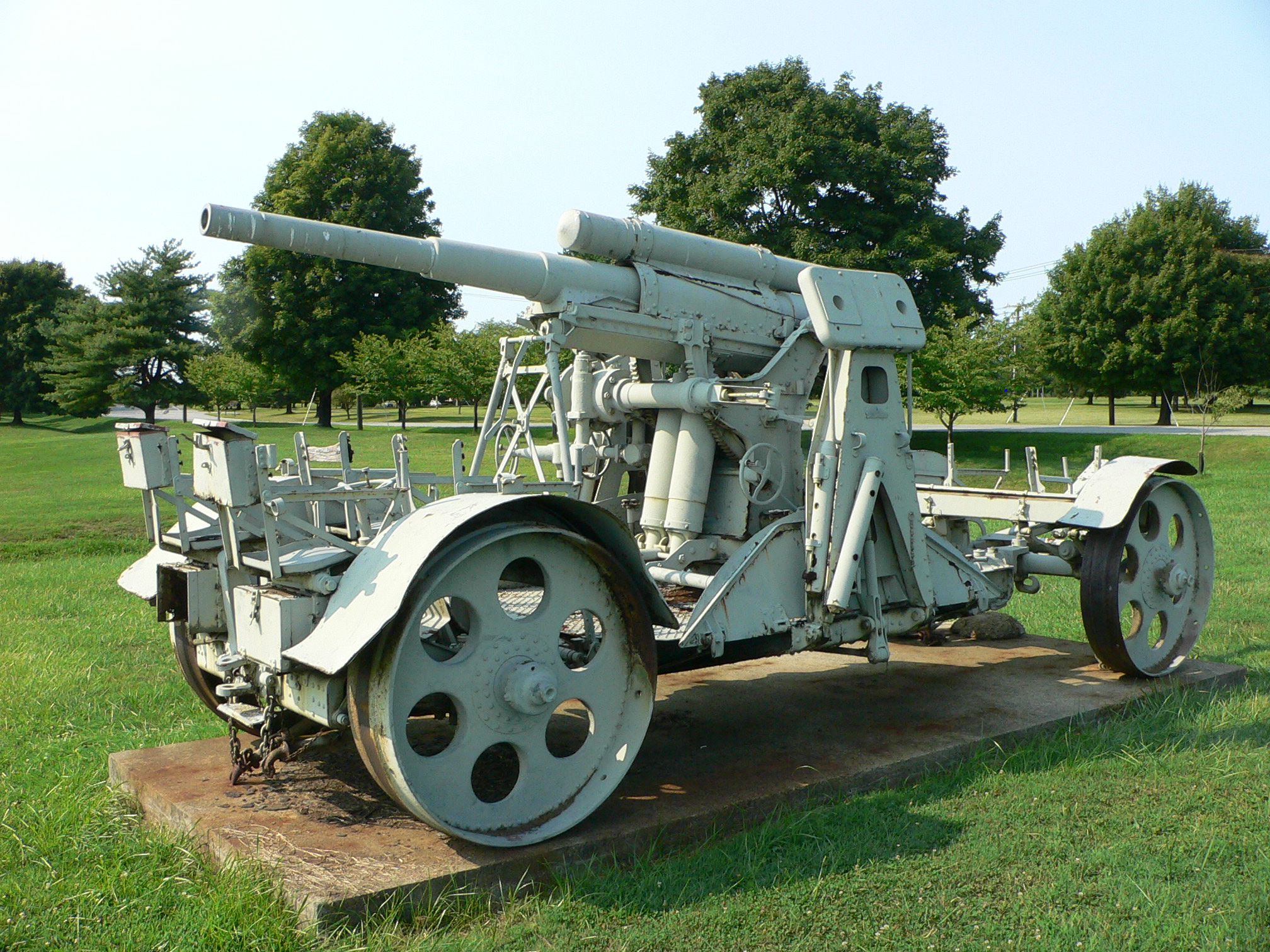
Deutsche 8,8-cm-Flak 16, das modernste deutsche Fliegerabwehrgeschütz zu Kriegsende

In Deutschland wurde die Entwicklung von Flugabwehrgeschützen schon vor Beginn des Ersten Weltkriegs vorangetrieben. 1909 präsentierte die Firma Krupp eine Anzahl von Varianten ihrer 6,5-cm-, 7,5-cm- und sogar 10,5-cm-Geschütze für die Flugabwehr. Versuche zeigten aber bald, dass normale Feldgeschütze aufgrund ihrer zu niedrigen Geschossgeschwindigkeit und der daher zu stark gekrümmten Flugbahn ungeeignet waren. 1913 und 1914 unternahm das Heer an der Ostsee Schießübungen mit Geschützen der Typen Krupp und Ehrhardt, die auf Pivot-Lafetten um 360° schwenkbar waren. Als Hauptziel sahen militärische Taktiker zunächst weniger das gegnerische Flugzeug, sondern Fesselballone oder Militärluftschiffe, daher setzte sich anfänglich die Bezeichnung BAK für Ballonabwehrkanone durch. Sie wurde im Mai 1916 in Flugabwehrkanone geändert.
In anderen Ländern glaubte man damals noch nicht, dass Flugzeugen eine wichtige Rolle bei militärischen Konflikten zukommen könnte, wurde jedoch bald nach dem Kriegsbeginn durch die französischen Flieger eines Besseren belehrt, die mit Hilfe von kleinen Aufklärungsflugzeugen erstaunlich genaue Artillerieschläge leiteten. Alle Armeen setzten daher bald gegen Flugzeuge ihre kleineren Geschütze bis etwa 75 mm ein, die meist einfach aufgebockt wurden, damit das Rohr in den Himmel zeigte. Die britische Armee entwickelte eine neue Waffe des Kalibers 3 Zoll.
Allgemein erwiesen sich diese Ad-hoc-Lösungen jedoch als größtenteils unwirksam. Ohne Erfahrung in der Bekämpfung von Luftzielen und ohne Möglichkeit, die Lage ihrer Salven genau festzustellen, waren die Artilleristen überfordert, da sie die Höhe des Ziels nur schätzen konnten. Der größte Teil des Abwehrfeuers lag weit unter dem Ziel. Die Ausnahme zu dieser Regel bildeten die Geschütze, die durch Aufklärungsballons unterstützt waren. In diesem Fall konnte die Höhe des Ziels sehr genau durch die Länge des Fesselkabels, das den Ballon hielt, festgestellt werden. Die Krupp-Geschütze wurden später mit einem optischen Zielsystem ausgerüstet, das ihre Trefferquote deutlich verbesserte, andere Armeen setzten diese Techniken jedoch vorerst nicht ein.
Als Flugzeuge auch zu taktischen Angriffen gegen Bodenziele genutzt wurden, erwiesen sich die großen Geschütze als zu schwerfällig, um auf die sich schnell bewegenden Flugzeuge gerichtet zu werden. Vorerst setzten die Truppen zur Flugabwehr ihre regulären Maschinengewehre ein, jedoch begann recht bald die Entwicklung kleinerer Kanonen; so beispielsweise bei den Briten, die basierend auf einem 1-Pfünder-(37-mm)-Geschütz eine Flugabwehrwaffe mit Munitionsversorgung über einen Gurt einführten. Das deutsche Heer benutzte im Gegenzug eine schnellfeuernde 3,7-cm-Maschinenkanone. Diese Kurzstreckenwaffen erwiesen sich als weit zielgenauer. Als der Krieg sich seinem Ende näherte, war klar, dass die Fähigkeit, Flugzeuge abzuschießen, ernsthaftere Ansätze erfordern würde.
Der deutsche Militärhistoriker George Soldan führte eine Statistik auf, der zufolge auf 12.000 Schuss der Fliegerabwehr ein Treffer kam.

## Zweiter Weltkrieg

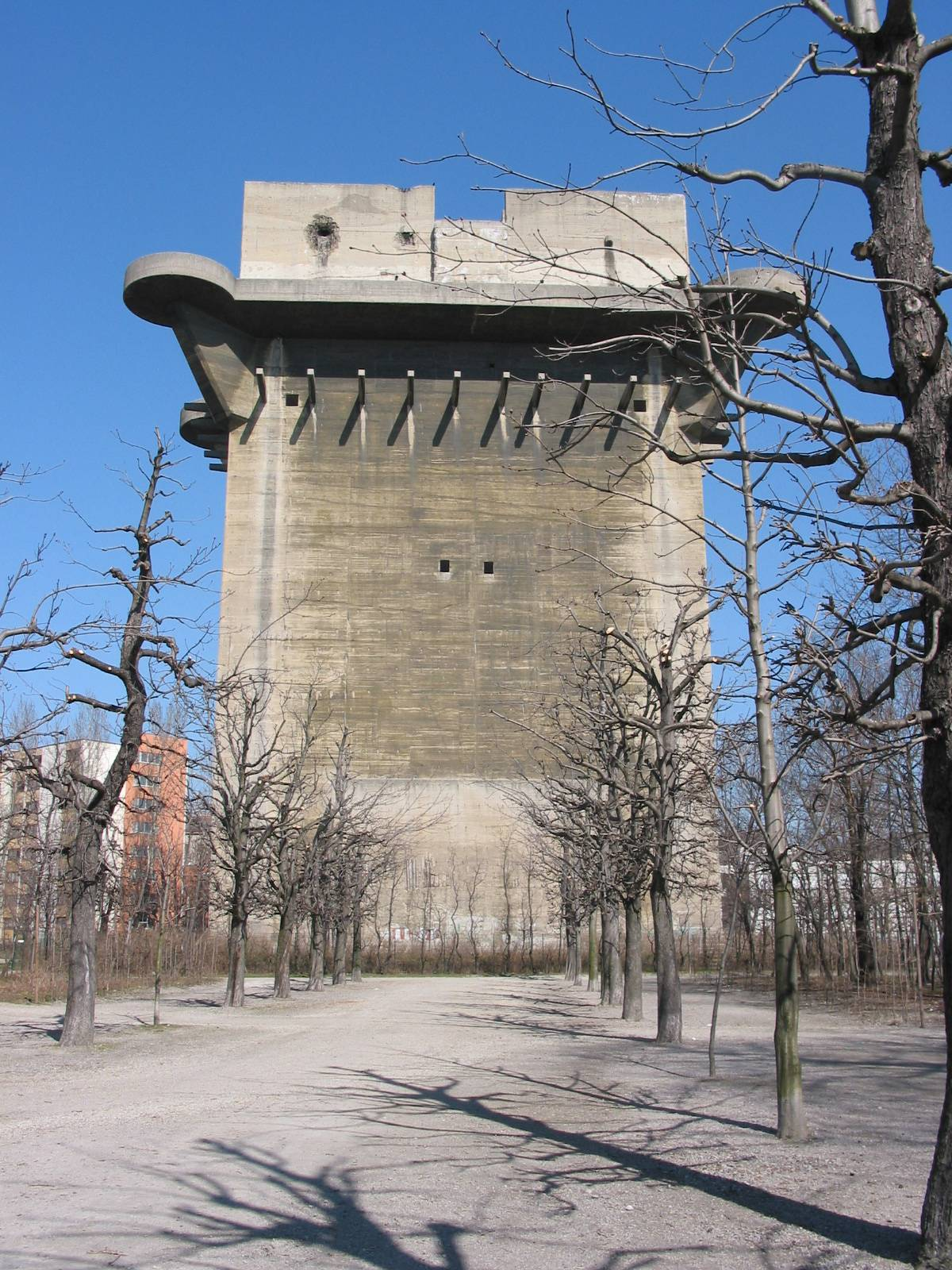
Flakturm im Wiener Augarten

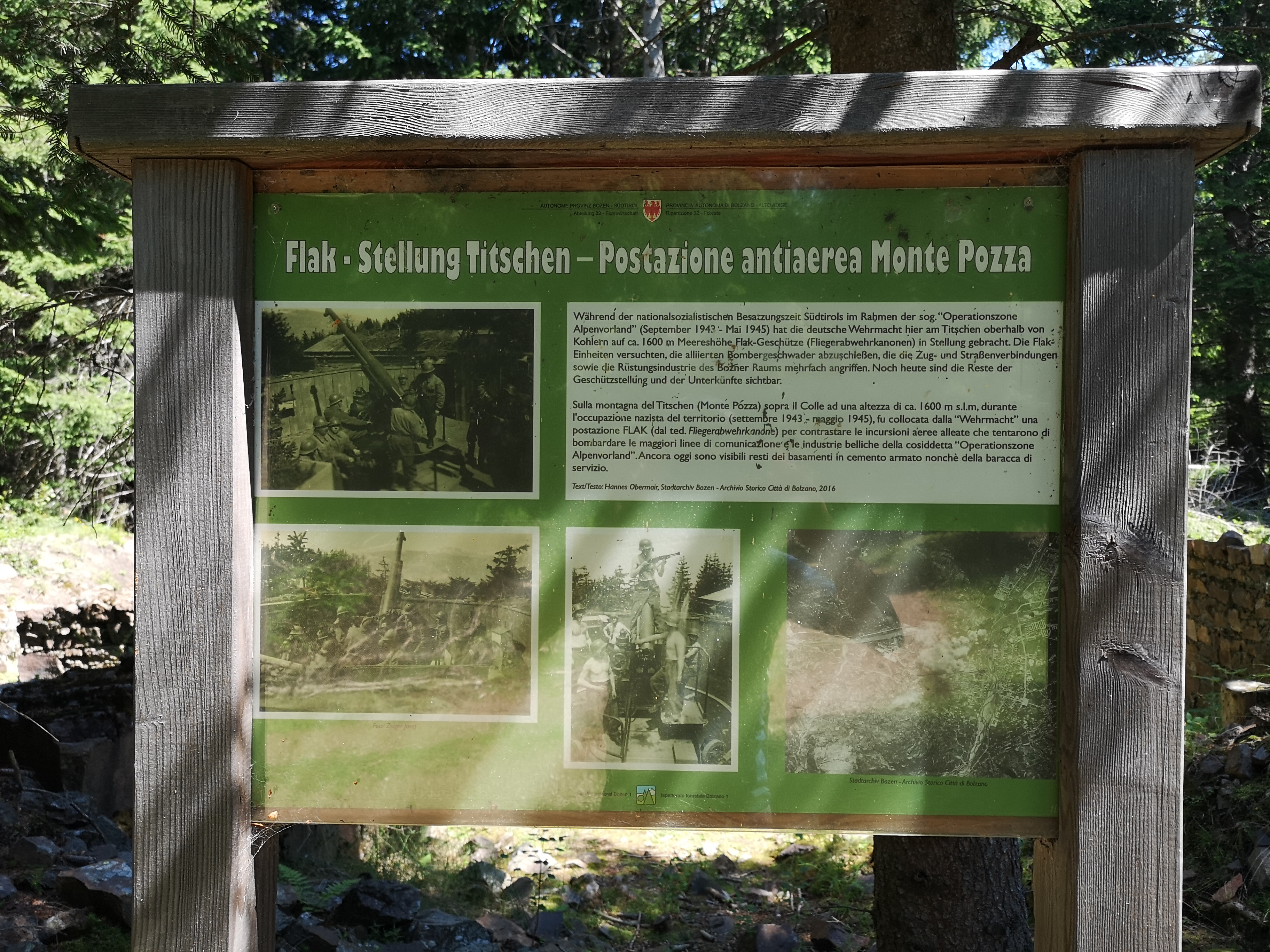
Schautafel einer ehemaligen Flakstellung der Wehrmacht am Titschen-Stadlegg in Kohlern bei Bozen

Der Erste Weltkrieg hatte gezeigt, dass der Luftraum zu einem wichtigen Teil des Schlachtfeldes geworden war. Als die Fähigkeiten der Flugzeuge, speziell durch leistungsstärkere Motoren, weiter verbessert wurden, wurde klar, dass ihre zukünftige Rolle im Kampf eine viel umfassendere sein würde als zuvor.
In den frühen 1930er Jahren entwickelten die meisten Länder spezielle Flugabwehrgeschütze. Häufig wurden mehrere Maschinengewehre zur Erhöhung der Feuerkraft zu einem Abwehrgeschütz zusammengefasst. Während Briten und US-Amerikaner traditionell den Schutz ihrer Flotte im Auge hatten, entwickelten andere Länder die Geschütze zum Schutz von Bodentruppen.
Vor dem Hintergrund der sogenannten Sudetenkrise beschäftigte man sich Ende Mai 1938 erstmals in Deutschland mit der Errichtung einer Flak-Zone (Luftverteidigungszone West) im Hinterland des im Bau befindlichen Westwalls. Bereits Anfang Juni 1938 ergingen die ersten Befehle zum Bau von verbunkerten, festungsmäßig ausgebauten Flakbatterien durch die deutsche Luftwaffe. Die angreifenden Luftstreitkräfte sollten bei ihren Einflügen in das Reichsgebiet behindert und zu Flügen in Höhen über 6000 Meter gezwungen werden. Auch auf dem Rückflug sollten diese Flakbatterien eine ernstzunehmende Bedrohung darstellen.
Zu Beginn des Zweiten Weltkrieges wurden in Deutschland Flakturmanlagen entwickelt, die aus einem Leit- und einem Gefechtsturm bestanden, da im eng bebauten Stadtgebiet eine Erhöhung der Position notwendig war. Darunter befanden sich Bunkeranlagen, unter anderem für die Zivilbevölkerung.

### Deutschland
Auch in Deutschland wurde eine Reihe neuer Flugabwehrgeschütze entwickelt, unter anderem ein 2-cm-Schnellfeuergeschütz für niedrige und ein 3,7-cm-Geschütz für niedrige und mittlere Höhen. Mitte der 1930er Jahre galt das 2-cm-Geschütz bereits als zu schwach gegen die zunehmend schnelleren Flugzeuge, aber anstatt ein neues Geschütz zu entwickeln, montierte Krupp vier dieser 2-cm-Kanonen auf eine gemeinsame Lafette, wodurch die Feuerkraft erheblich verstärkt wurde. Am Ende des Krieges war die 2-cm-Kanone längst nicht mehr ausreichend, aber da die 3,7-cm-Variante nur begrenzt verfügbar war und ein neues System auf Basis der 3-cm-MK 103 nie weite Verbreitung erlangte, konnte auf sie nicht verzichtet werden.

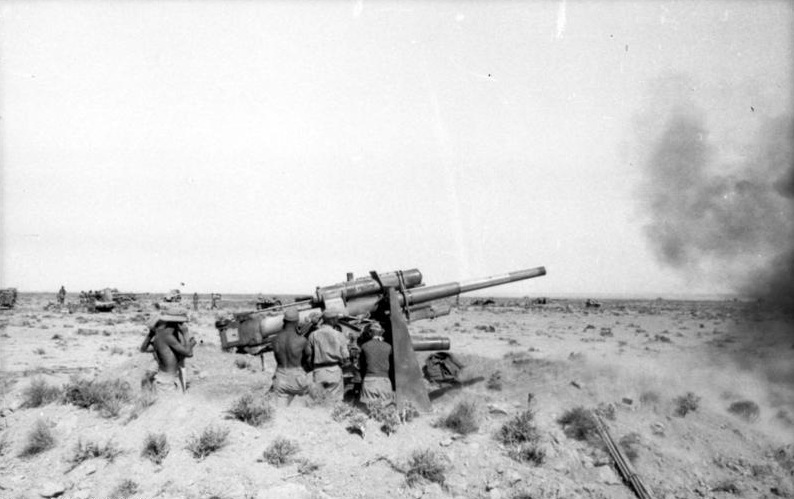
Eine „Acht-Acht“ im Erdeinsatz

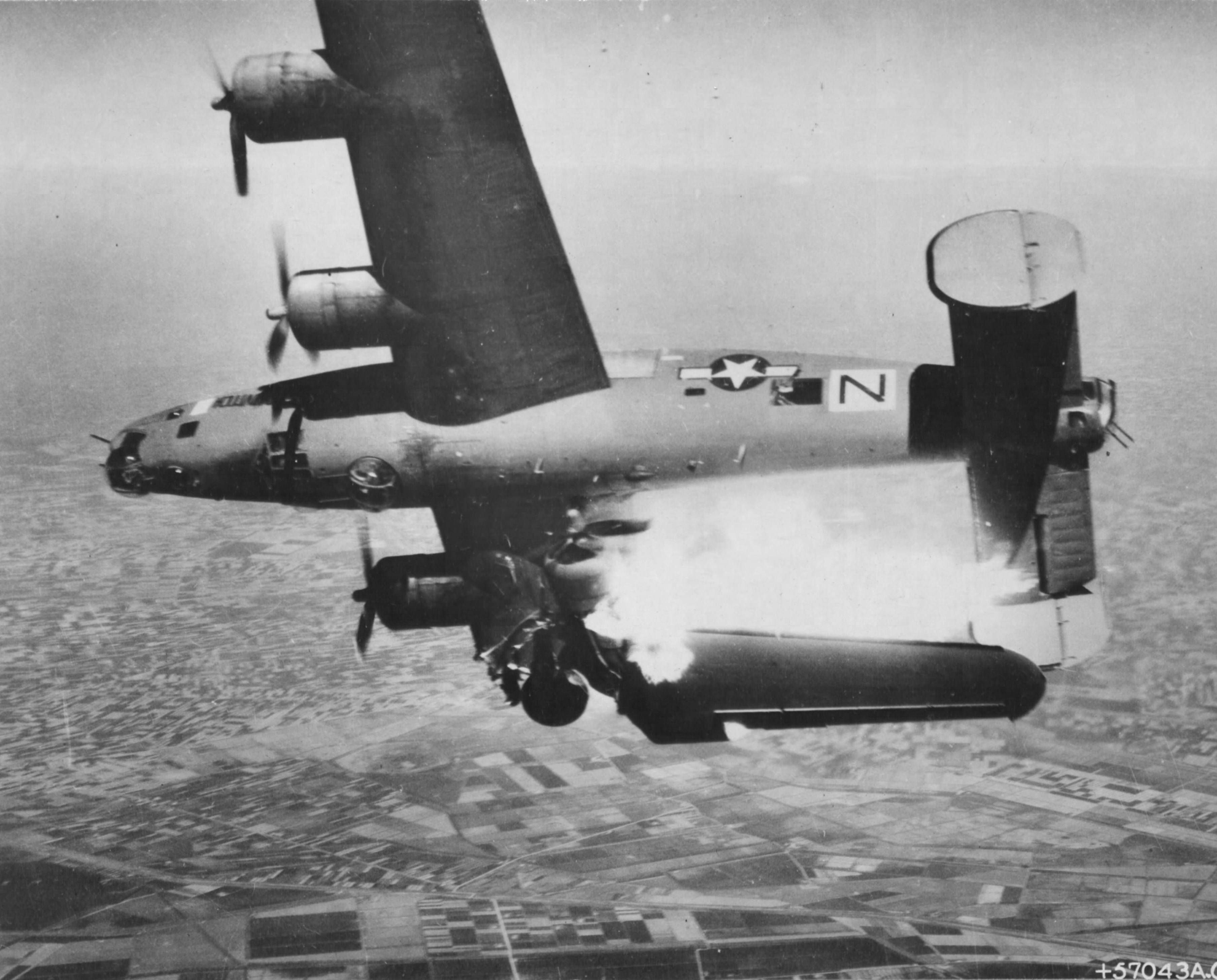
Flak-Treffer, hier bei einer B-24

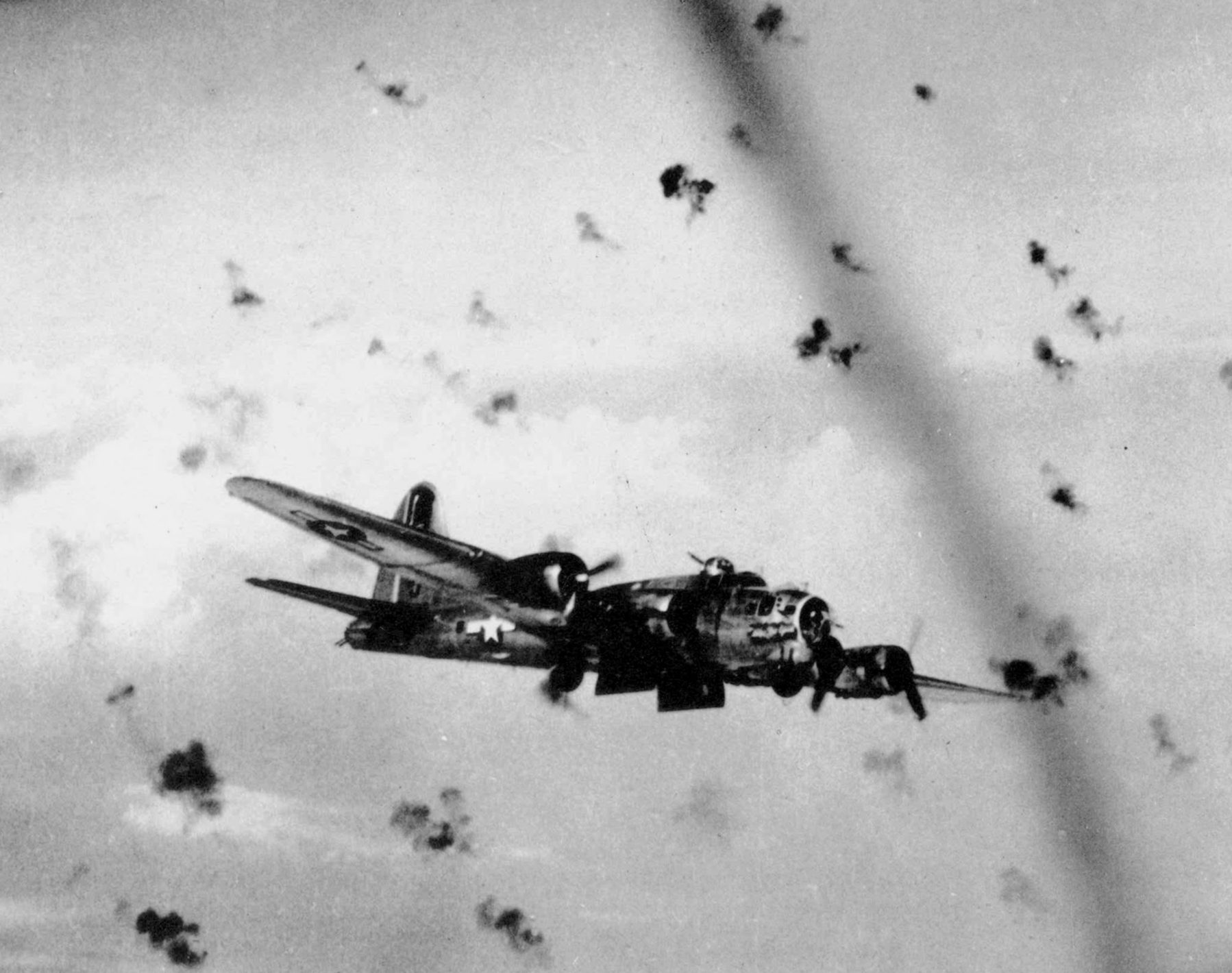
Sprengwolken von Flakgranaten, welche durch Zeitzünder gezündet wurden

Der Bedarf an Flugabwehr für große Höhen sollte ursprünglich durch einen verbesserten 7,5-cm-Entwurf von Krupp erfüllt werden, aber der Anforderungskatalog wurde später dahingehend geändert, dass nun höhere Leistung gefordert war. Krupps Ingenieure arbeiteten daher mit Bofors in Schweden zusammen, um ein 8,8-cm-Geschütz zu entwickeln, die Flak 18. Die grundlegende Entwicklung war bereits zum Ende des Ersten Weltkrieges abgeschlossen. Die Flak 18 besaß unter anderem ein schnelles halbautomatisches Ladesystem und ein teilbares Rohr (der hintere Teil verschleißt durch die dort stattfindende Zündung stärker). Die umgangssprachlich „Acht-Acht“ genannte Kanone sollte eines der bekanntesten Geschütze des Zweiten Weltkrieges werden. Während ihrer ersten Einsätze im Spanischen Bürgerkrieg erwies sich die Kanone als eines der besten Flugabwehrgeschütze der Welt und auch als besonders wirksam gegen Panzer. Im Gegensatz zu vielen anderen Typen kann die Acht-Acht auch unter die Horizontale gerichtet werden, also auch „hügelabwärts“ schießen.
Vor allem im Erdeinsatz zeigte sich diese Waffe bis zum Erscheinen verbesserter Panzerabwehrkanonen als einzige wirksame Waffe gegen schwere Panzer und war in dieser Rolle vor allem bei den Alliierten bekannt und gefürchtet. Wegen ihrer hohen Durchschlagskraft wurde eine modifizierte Version der „Acht-Acht“ als Kampfwagenkanone in den Panzerkampfwagen Tiger eingebaut. Ihre Schuss- und Durchschlagleistung wurde hauptsächlich durch Weiterentwicklung der Munition und Verlängerung des Rohres verbessert. Die am Ende leistungsfähigste Version – die 8,8-cm-Flak 41 – hatte eine Kadenz von bis zu 25 Schuss pro Minute und galt als leistungsfähigste deutsche Flugabwehrkanone.
Den hohen Verlusten bei den alliierten Bomberverbänden wie beispielsweise am Mitteldeutschen Flakgürtel stand ein hoher Materialeinsatz gegenüber: der Generalquartiermeister der Luftwaffe errechnete für den Abschuss eines viermotorigen Bombers einen Verbrauch von 16.000 Schuss mit der „8,8-cm-Flak 36“ und 8.500 Schuss mit der „8,8-cm-Flak 41“. Die 10,5-cm-Flak 38 benötigte im Schnitt 6.000 Schuss und die schwere 12,8-cm-Flak 40 3.000 Schuss.
Bis kurz vor Kriegsende hatten die Geschosse der größeren Flugabwehrkanonen über dem Kaliber 4 cm nur Zeitzünder. Im Kopf der Granate war ein von den Uhrenwerken Gebr. Thiel (→ Gerätebau GmbH) entwickeltes Uhrwerk (Typ ZtZ S/30) eingebaut, das nach einer einstellbaren Laufzeit von 1,5 bis 29,5 Sekunden die Granate zündete. Die Verzögerungszeit wurde durch das sogenannte „Kommandogerät“ errechnet. Dieser mechanische Analogrechner bestimmte aus den ermittelten Werten von Kurs und Höhe des Flugzeugs den Vorhalt und damit die Laufzeit des Geschosses. Vor dem Abschuss musste die Verzögerungszeit in der „Zünderstellmaschine“ an jeder Granate eingestellt werden. Da kein Aufschlagzünder vorhanden war, kam es oft vor, dass die Flakgranate ein Flugzeugteil durchschlug und erst weit dahinter explodierte. Durch die Einführung von zusätzlichen Aufschlagzündern (Doppelzündern), die trotz Anforderung erst 1945 stattfand, konnte deshalb die Abschussrate etwa verdreifacht werden.
Nach den Dambuster-Angriffen 1943 wurde ein neues System entwickelt, um niedrig anfliegende Flugzeuge („Tiefflieger“) zu bekämpfen. Zunächst wurden Versuche mit einer 5-cm-Kanone durchgeführt; da sich diese jedoch als ungenau erwies, wurde sie später durch eine 5,5-cm-Variante ersetzt. Das System nutzte ein zentrales Kontrollsystem, das sowohl Such- als auch Feuerleitradar enthielt, den Zielpunkt für die Geschütze errechnete und entsprechende Steuerkommandos an die hydraulischen Antriebe der Geschütze sendete. Die Besatzung musste lediglich die Geschütze nachladen und die Ziele wählen. Das System war für den damaligen Stand der Technik sehr modern und befand sich am Ende des Krieges in der letzten Entwicklungsphase.
Ab 1943 wurden zur Unterstützung der Flaksoldaten klassenweise die Oberschüler der Jahrgänge 1926 bis 1928 eingezogen. Diese Flakhelfer, offiziell Luftwaffenhelfer genannt, wurden an allen damals verwendeten Geräten und Waffen zum Schutz des Reichsgebietes eingesetzt.

#### Leichte Flak
- 2-cm-Flak 30
- 2-cm-Flak 38
- 20-mm-Oerlikon-Kanone

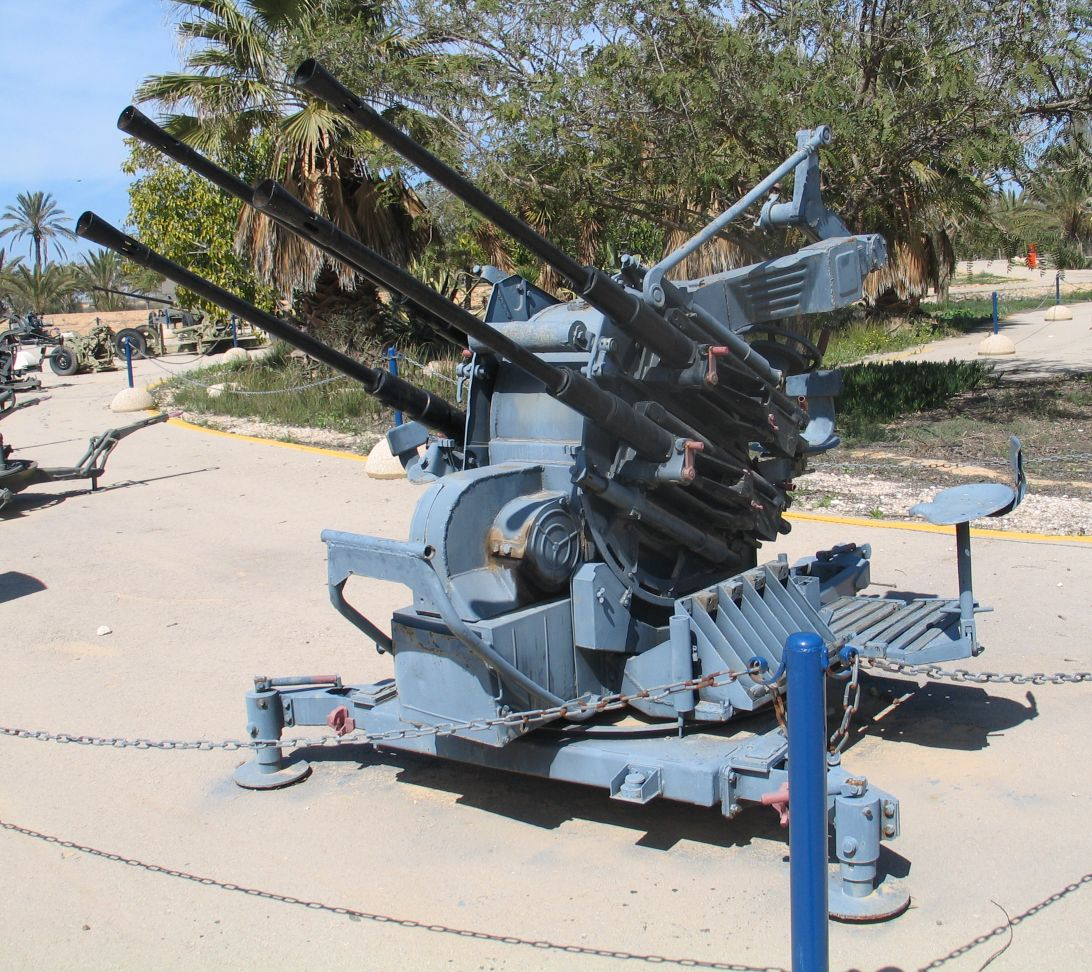
2-cm-Flak-Vierling 38

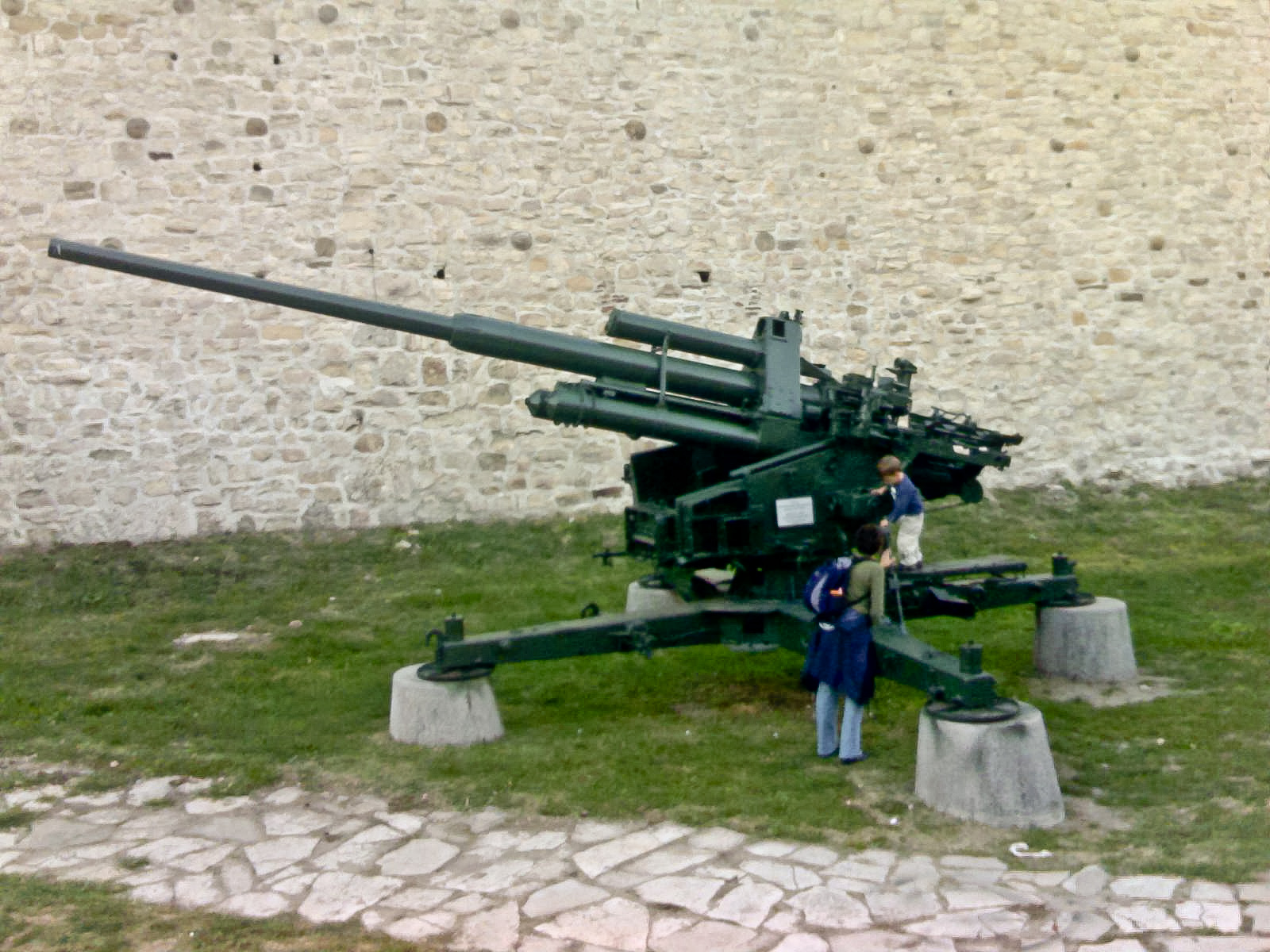
10,5-cm-Flak 38

- 2-cm-Flak-Vierling 38 (Vierlingsflak)
- 2-cm-Gebirgs-Flak 38
- 2-cm-Flugzeug-Bordkanonen auf Sockel montiert

#### Mittlere Flak
- 3,7-cm-Flak 37
- 3,7-cm-Flak 43
- 3,7-cm-Flak-Zwilling 43 (Zwillingsflak)
- 40-mm-Bofors-Geschütz (Bofors/Schweden und Beutewaffen)
- 5-cm-Flak 41

#### Schwere Flak
- 8,8-cm-Flak 18/36/37
- 8,8-cm-Flak 41
- 10,5-cm-Flak 38
- 12,8-cm-Flak 40
- 12,8-cm-Flak-Zwilling 40 (Zwillingsflak)

#### Funkmessgeräte (Radar)
- FuMG 39 „Würzburg“
- FuMG 65 „Würzburg-Riese“
- FuMG 40 „Mainz“
- FuMG 40 L „Kurmark“
- FuMG 41 „Mannheim“

#### Flakumwertegerät Malsi

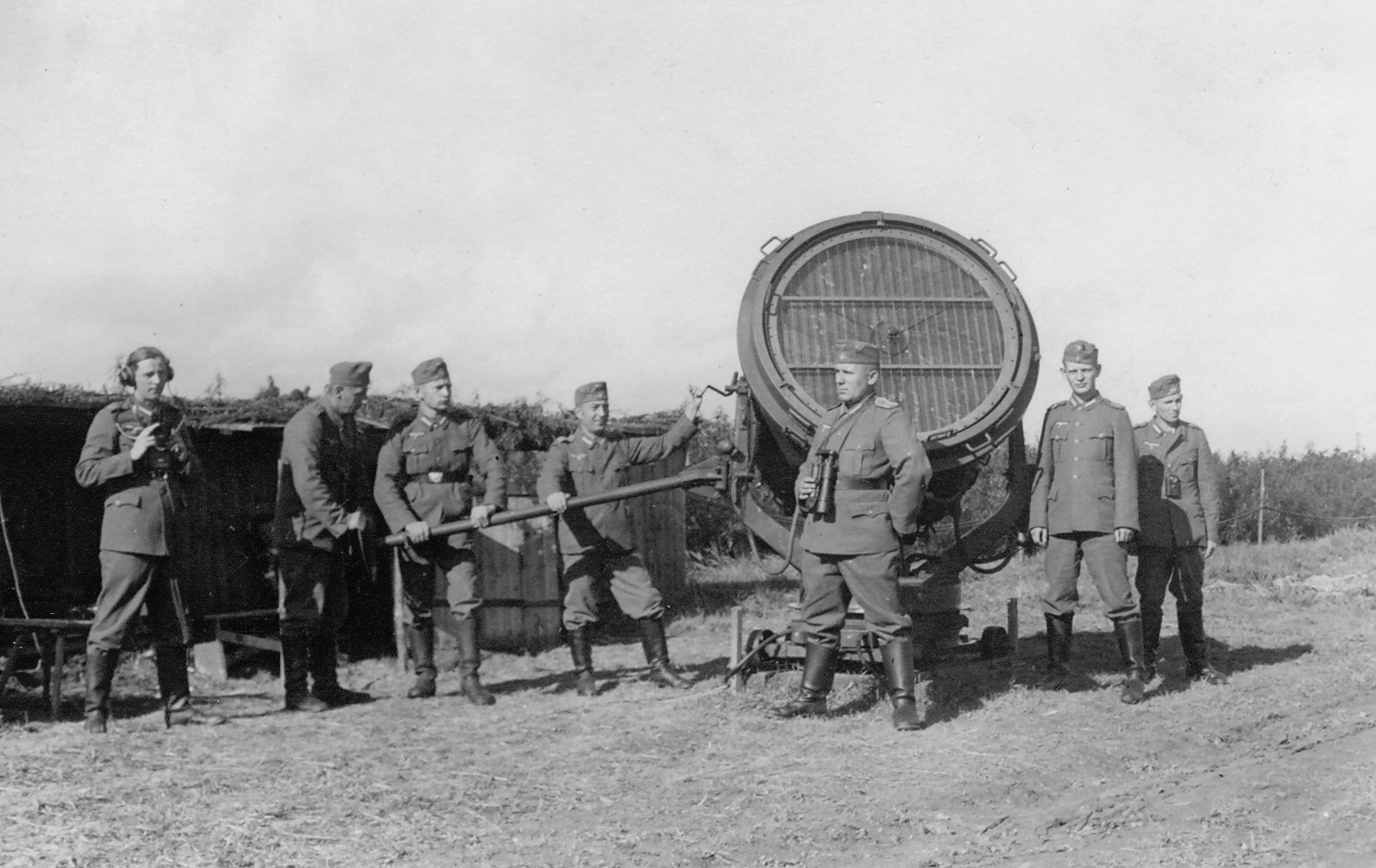
Scheinwerfer der Flakbatterie Tabar (1940)

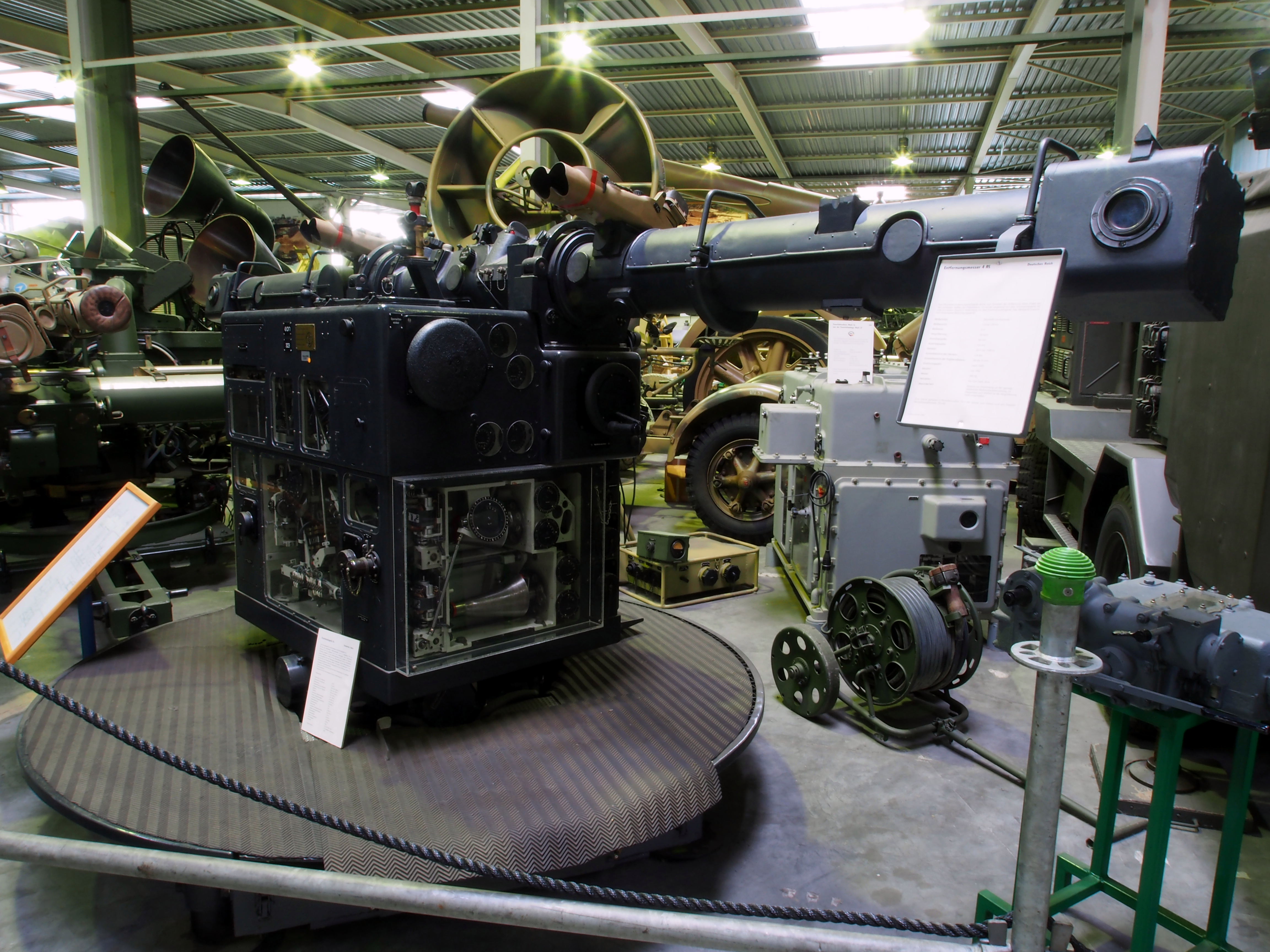
Entfernungs-, Höhen- und Geschwindigkeitsmessgerät mit Kommandorechner für eine Flak-Batterie

Das nach dem Major d.R. Georg Malsi benannte Flakumwertegerät konnte beim Ausfall des Kommandogerätes zur Ermittlung der Einstellwerte der Geschütze genutzt werden. In besonderen Situationen – beispielsweise bei Tiefangriffen – konnte das Gerät Werte für Sperrfeuer ermitteln. Alle Werteübertragungen an die Geschütze erfolgten mittels Kehlkopfmikrophonen.
Das Gerät stand in der sogenannten „Umwertung“ innerhalb des Gefechtsstandes. In diesem geschützten Raum befanden sich außerdem
- die Nachrichtenzentrale als Verbindungsstelle zur Flakgruppe,
- eine Glastafel mit dem sogenannten Jägergradnetz zur Verfolgung der einfliegenden Feindflugzeuge
- und der Messtisch zur Darstellung der selbst aufgefassten Ziele.

Neben der Malsiumwertung wurde auch die sogenannte „Hutzenlaubumwertung“ für die Steuerung von Flakgeschützen und Scheinwerfern eingesetzt. Auch hier erfolgte die Datenübertragung mit drei Werten über die Fernsprechleitung und wurde mit dem Kehlkopfmikrofon aufgenommen und verarbeitet. Die Hutzenlaubumwertung steuerte Flakgeschütz und Scheinwerfer über ein 108-adriges Kabel bei Bedarf automatisch.

#### Schule
Die Flakartillerieschule der Luftwaffe (Wehrmacht) lag auf Wustrow (Halbinsel).
Der Kommandeur war Oberst Alfred Haubold.

### Großbritannien

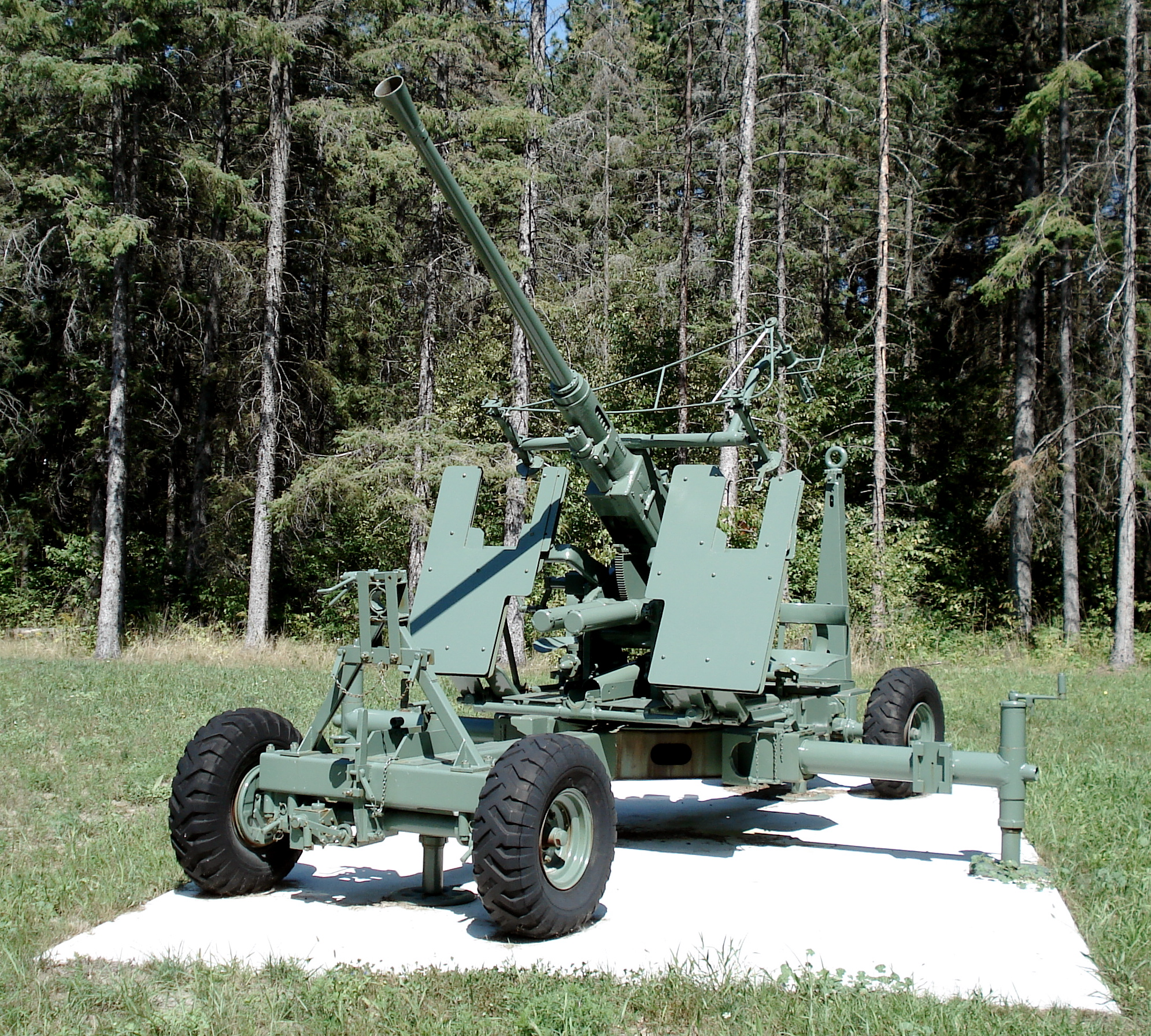
Britisches 40-mm-Bofors-Geschütz

Zu Beginn des Krieges hatte Großbritannien gerade mit der zögerlichen Erneuerung der Flugabwehrsysteme begonnen, unter anderem auch mit einer 90-mm-Kanone, die die alten 3-Zoll-Geschütze aus der Zeit des Ersten Weltkriegs ergänzten. Beide wurden mit optischen Zielsystemen ausgerüstet. Wie im Deutschen Reich wurde auch hier zunächst mit 20-mm-Designs experimentiert; man kam jedoch ebenfalls zu dem Schluss, dass diese Systeme gegen moderne Flugzeuge nur begrenzt brauchbar waren.
Die britische Lösung bestand aus einer 40-mm-Kanone, die ebenfalls auf dem Bofors-Design basierte. Mit ihr konnten Flugzeuge jeder Größe abgeschossen werden, sofern diese sich innerhalb der Reichweite von 4000 Metern befanden. Das Geschütz war aber trotzdem leicht genug, um es mobil machen und einfach schwenken zu können. Dieses Geschütz wurde für die Briten so wichtig, dass sie sogar einen Film darüber produzierten (The Gun), um die Arbeiter an den Fließbändern besser zu motivieren.
Im Praxiseinsatz ergab sich das Problem, dass eine akkurate Entfernungseinschätzung und Verfolgung der neuen Hochgeschwindigkeitsziele fast unmöglich war – auf kurze Entfernung war der benötigte Vorhalt so klein, dass er manuell geschätzt werden konnte; bei sehr großen Entfernungen ist die scheinbare Geschwindigkeit des Ziels so gering, dass ein simpler Rechenschieber ausreichte. Dazwischen bekam man ernsthafte Probleme.
Die Lösung war die Automatisierung in Form eines mechanischen Computers, des Kerrison Director. Der Geschützbediener hielt diesen auf das Ziel ausgerichtet, und der Director berechnete den korrekten Zielpunkt und zeigte ihn mit Hilfe eines auf dem Geschütz montierten Zeigers an. Die Besatzung folgte dann einfach dem Zeiger und lud das Geschütz nach. Der Kerrison Director ebnete den Weg für die spätere Anwendung von Radar; zunächst zur Entfernungsmessung, später auch zur Verfolgung.

### Sowjetunion

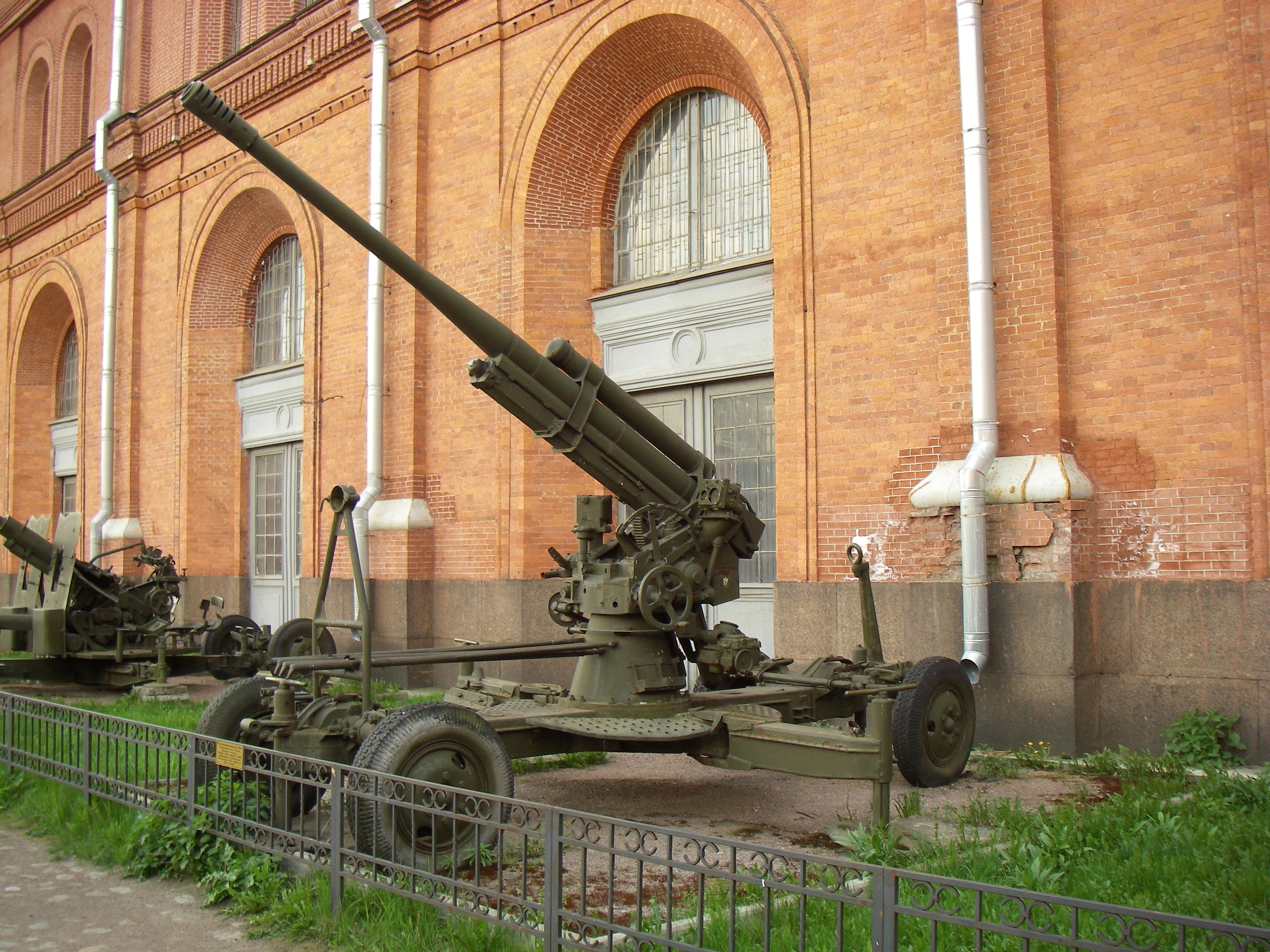
Sowjetische 85-mm-Flak

Die Rote Armee nutzte während des Zweiten Weltkriegs Flakgeschütze im Kaliber von 25, 37, 76 und 85 mm. Hauptmodelle waren:
- Automatische 25-mm-Flugabwehrkanone M1940 (72-K),
- Automatische 37-mm-Flugabwehrkanone M1939 (61-K),
- 76-mm-Flugabwehrkanone M1931 (3-K),
- 76-mm-Flugabwehrkanone M1938,
- 85-mm-Flugabwehrkanone M1939 (52-K).

Das überschwere DSchK-Maschinengewehr mit einem Kaliber von 12,7 mm und der Maxim-Maschinengewehr-Vierling wurden ebenfalls für Fliegerabwehrzwecke verwendet.

### USA

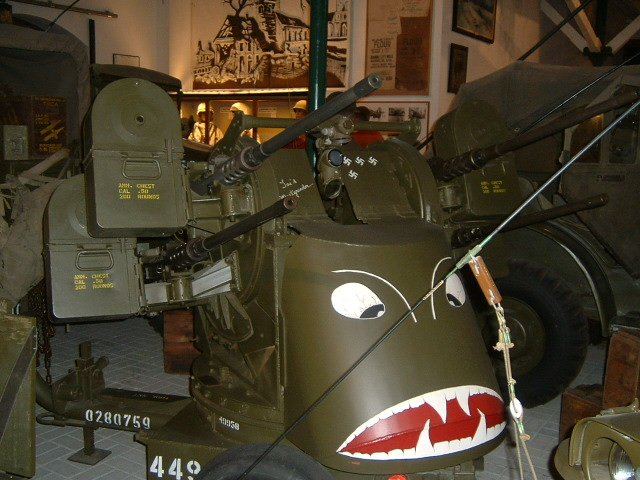
M51-Vierlings-MG der USA als gezogene Version (Militärmuseum Diekirch)

Auf dem europäischen Kriegsschauplatz wurden Flakgeschütze während des Zweiten Weltkriegs von der US-Armee auch zum Schutz der Bodentruppen eingesetzt. Ein Vierfach-Maschinengewehr des Kalibers .50 (12,7 mm) wurde dazu häufig auf ein Halbketten-Fahrzeug M16 montiert; das dadurch zum M16 AA wurde (im Englischen bezeichnet man Flak als AA, was für anti-aircraft stand). Ihre geringere Wirkung, verglichen mit den deutschen 20-mm-Geschützen, machten sie zum Teil durch ihre hohe Verfügbarkeit wett. Die größeren 90-mm-Kanonen erwiesen sich wie die deutsche Acht-Acht als exzellentes Panzerabwehrgeschütz und wurden noch lange nach dem Krieg in dieser Rolle eingesetzt. Kurz vor Kriegsende wurde ein neues 120-mm-Geschütz mit einer beeindruckenden Gipfelhöhe von 14.600 Metern eingeführt, das ebenfalls bis weit in die 1950er Jahre genutzt wurde.
Große Bedeutung hatte die US-amerikanische Flugabwehr im Seekrieg gegen Japan, wo etwa die 40-mm-Bofors-Geschütze – oft mit automatisierter Vorhaltbestimmung – mit Erfolg gegen die japanischen Marineflieger eingesetzt wurden.
Den US-Amerikanern gelang es als einziger Macht im Zweiten Weltkrieg, funktionsfähige Annäherungszünder für Flakgranaten in Massenproduktion herzustellen und in Geschosse bis hinunter zu einem Durchmesser von drei Zoll einzubauen. Diese wurden bis kurz vor dem Kriegsende aus Angst vor Entdeckung des Geheimnisses durch den Feind nur über See oder über eigenem Territorium verwendet. Die an Großbritannien gelieferten Zünder erhöhten die Abschussrate von V1-Flugbomben deutlich.

## Nachkriegszeit bis heute
Analysen hatten ergeben, dass trotz moderner Flugabwehrsysteme auf beiden Seiten etwa 90 Prozent der feindlichen Bomber ihr Ziel erreichten. Während des Krieges war das ein hinnehmbares Problem, aber durch die Verbreitung der Atombombe war es nun bereits inakzeptabel, wenn auch nur ein einziger Bomber am Ziel ankam.
Eine kurze Zeit lang wurden auch nach dem Krieg die Flugabwehrgeschütze verbessert. Besonders die Streitkräfte der Vereinigten Staaten richteten ein großes Luftabwehr-Netzwerk um die größeren Städte ein, das aus radargesteuerten 90- und 120-mm-Geschützen bestand. Da Flakgeschütze aber selbst gegen propellergetriebene Bomber wenig erfolgreich waren, verließ man sich zur Flugabwehr bald fast ausschließlich auf Abfangjäger.

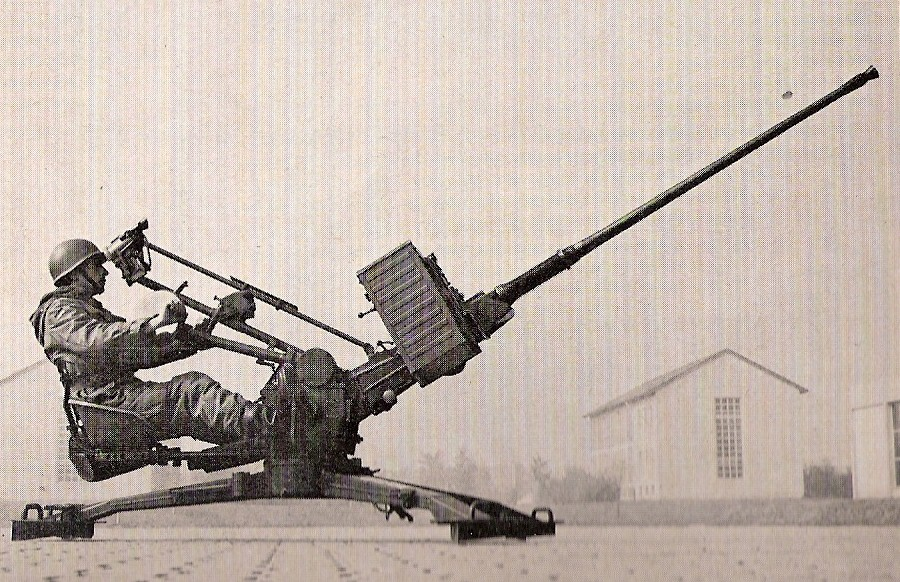
Hispano-Suiza 820 L/85, von Rheinmetall in Lizenz gefertigt, Bundeswehrbezeichnung MK 20-1

Im Nachkriegsdeutschland wurden bis Mitte der 1990er Jahre zum aktiven Flugplatz- und Objektschutz 20-mm-Maschinenkanonen von Rheinmetall in ein- und doppelläufigen Ausführungen sowie das 40-mm-Bofors-Geschütz eingesetzt. Sie wurden durch den Flugabwehrraketenpanzer Roland und durch den Flugabwehrkanonenpanzer Gepard (mit 35-mm-Zwillingskanone von Oerlikon) ersetzt, ehe die Flugabwehrverbände 2012 aufgelöst wurden.
Das änderte sich mit der Einführung der Flugabwehrrakete. Obwohl die Deutschen bereits während des Krieges in dieser Richtung geforscht hatten, kamen keine einsatzbereiten Exemplare zustande – mit Ausnahme der „Jagdfaust“-Raketen, die auf Maschinen vom Typ Me 163 „Komet“ montiert waren, sowie der von der Me 262 eingesetzten ungelenkten R4M-Raketen. Selbst wenn die vorhandenen bodengestützten Flugabwehrraketen praktisch verwendbar gewesen wären, hätten sie durch vorhandene britische Gegenmaßnahmen wohl leicht abgelenkt werden können. Nach einigen weiteren Jahren der Entwicklung reiften diese Systeme jedoch zu wichtigen Waffen heran. Die USA ersetzten ihre Flugabwehrgeschütze bald durch die Nike-Ajax-Rakete.
Eine weitere Entwicklungsrichtung der Geschütze sind Nahbereichsverteidigungssysteme, die automatisch Flugkörper bis hin zu Raketen und Artilleriegeschossen abfangen sollen. Als Vertreter können das US-amerikanische Phalanx CIWS oder das deutsche Nächstbereichschutzsystem MANTIS oder Skyranger genannt werden.
Ende 2012 stellte Rheinmetall ein Flugabwehrsystem vor, das zwei Laserstrahlen statt herkömmlicher Projektile oder Raketen verwendet.

### Vor- und Nachteile von Geschützen und Raketen
Seit der Einführung zuverlässiger Kurzstreckenraketen kann ein allmählicher Wechsel von Geschützen zu Raketen auch für Kurzstreckenwaffen beobachtet werden. Ursprünglich konnten Raketen nur weitreichende Flakgeschütze ersetzen, aber ab den 1960er Jahren waren sie klein genug, um auch auf mittlere Entfernung ausreichend treffsicher zu sein. Heute werden durch tragbare Raketen der Typen Strela-2, Strela-3 und FIM-92 Stinger auch die kleinsten Flugabwehrgeschütze ersetzbar.

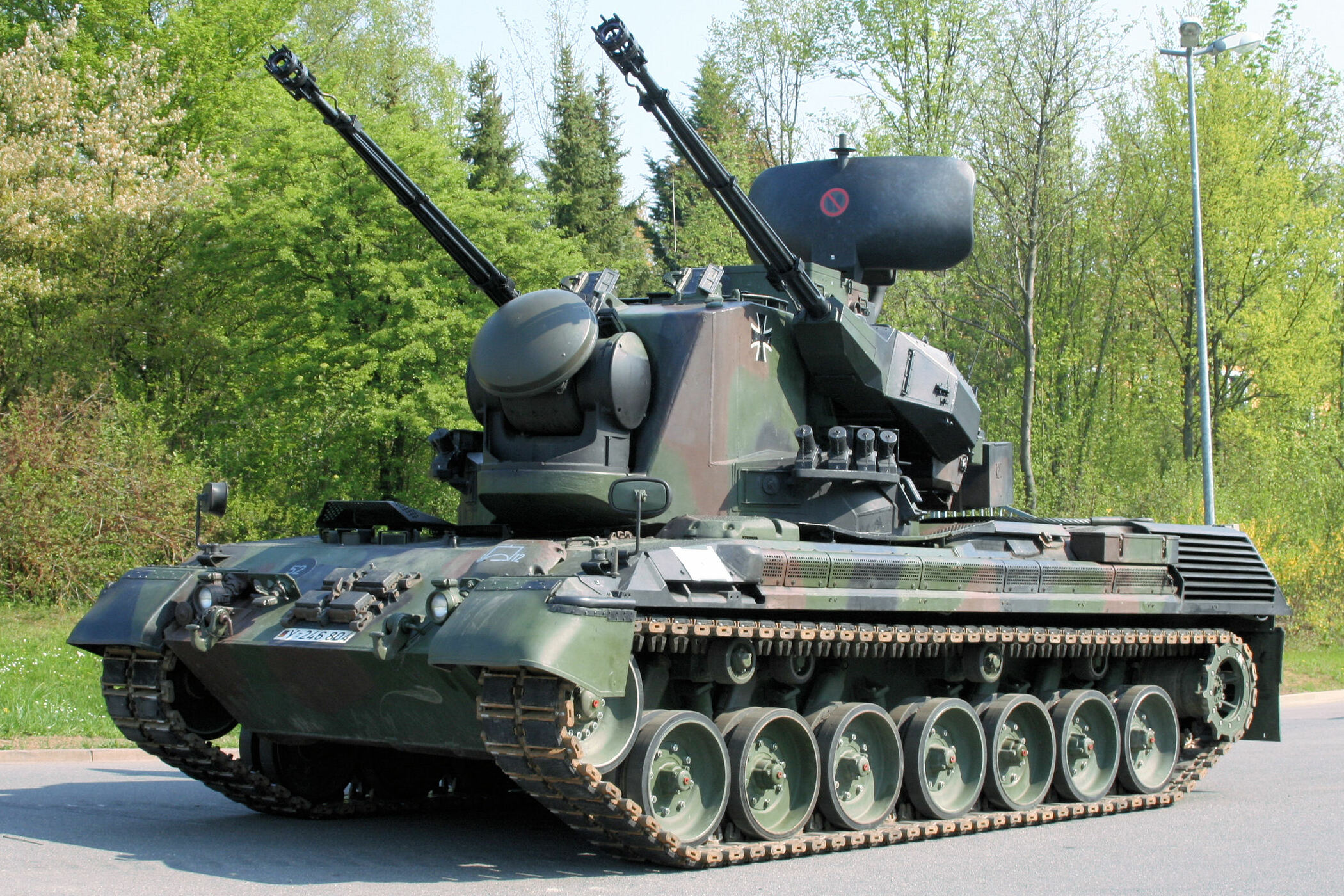
35-mm-Flak-Panzer Gepard

Die Bundeswehr besaß mit dem Gepard bis 2010 einen der modernsten Flakpanzer, der mit zwei 35-mm-Maschinenkanonen mit einer Reichweite von bis zu 5000 Metern bestückt war und über ein hochentwickeltes aktives Feuerleitsystem verfügte. Diese können jedoch von Wild-Weasel-Luftfahrzeugen im Rahmen der Suppression of Enemy Air Defences (Luftabwehrunterdrückung) bekämpft werden. Die Fliegerabwehr aller Truppen gegen Kampfhubschrauber erfolgt neuerdings auch durch Bordmaschinenkanonen von Schützenpanzern.
Wegen bestimmter taktischer Merkmale werden auch heute noch Flugabwehrgeschütze eingesetzt, ein Beispiel dafür ist der in der Sowjetunion entwickelte Flakpanzer des Typs ZSU-23-4.
Den Flakgeschützen bleiben noch einige Vorteile gegenüber Fla-Raketen. Darunter fallen die Fähigkeit zur Selbstverteidigung gegen Bodentruppen, die relative Unempfindlichkeit gegen Störmaßnahmen, die kostengünstigere und einfacher im Fahrzeug unterzubringende Munition, schnellere Reaktion als Raketen (das Aufschalten entfällt).
Ein besonderes Merkmal, insbesondere von Mehrfachgeschützen, ist die systembedingte Streuung der Geschossbahnen bei hoher Schussfolge (Kadenz), die eine besondere Genauigkeit beim Richten der Geschütze entbehrlich macht. Damit können Geschütze Sperrfeuer schießen, um gewählte Luftbereiche unpassierbar zu machen; diese Methode wird heute zum Feldlagerschutz eingesetzt.

## Munition
Die meisten Flugabwehrkanonen verschießen gegen Flugziele Explosivmunition. Die Wahrscheinlichkeit eines direkten Treffers im Ziel ist gering. Eine Verbesserung der Trefferquote wird durch eine gewollt erhöhte Streuung der Geschütze erreicht. Der in den Geschossen eingebaute Zünder löst die Explosion allgemein in den folgenden drei Fällen aus:
- bei einem direkten Treffer durch Annäherungs- oder Aufschlagzünder,
- bei Detonation nahe dem Ziel durch Annäherungszünder,
- nach Ablauf einer einstellbaren Flugzeit durch Zeitzünder, die die Geschosse möglichst nah am Ziel detonieren lassen soll.

Granaten mit Aufschlag- oder Annäherungszünder haben meistens einen zusätzlichen Zerlegerzünder, damit eigene Truppen nicht durch herabfallende Granaten gefährdet werden.
In der Regel wird die nötige Zünderlaufzeit vom Feuerleitsystem unmittelbar vor dem Abfeuern automatisch eingestellt. Gegen Ende des Zweiten Weltkrieges statteten zunächst die Briten ihre Flakgranaten größeren Kalibers auch mit einer Art miniaturisiertem Radarsensor aus, der bei Annäherung an das Ziel die Detonation automatisch auslöste. Mit dieser Technik wurde beispielsweise die deutsche V1 bekämpft.
Zur Bekämpfung von Bodenzielen stehen oft auch andere Munitionsarten zur Verfügung, beispielsweise panzerbrechende Geschosse. Bei sehr kleinkalibrigen Flugabwehrwaffen kommen Vollgeschosse manchmal auch gegen Luftziele zum Einsatz, so zum Beispiel bei der amerikanischen Phalanx CIWS. Hier ist einerseits durch die hohe Feuergeschwindigkeit die Trefferwahrscheinlichkeit höher, andererseits würden die Splitter nur geringe Wirkung erzielen.